# Möjbrostenen
Möjbrostenen, även kallad Möjebrostenen, Upplands runinskrifter 877, är en svensk urnordisk runsten (se futhark). Troligen är den en minnesvård efter någon som avlidit. Stenen har en konstnärligt framstående bild av en ryttare, vilken troligen har inspirerats av kontinentalgermanska förebilder, vilka i sin tur varit inspirerade av senromersk konst. 
Tolkningen av texten är osäker, och ett flertal olika tolkningsförslag har lagts fram alltsedan runforskningen en gång inleddes. Flera av dem återges nedan. Det enda som kan sägas med säkerhet är att den nedre raden utgörs av ett mansnamn, FrawaradaR.

## Historik
Under 1600-talet nämndes stenar som är ”påritade” i Ransakningarna (1672) av Johannes Haquini Rhezelius. 
Olof Celsius d.ä. besökte platsen och ritade av stenarna 1727: ”Ramsta, Möjebro, Under denna Grifft är en häst och karl med ett svärd i hand, ritade. Runorna oläselige in tilldenna dag. (…)”
Därefter flyttades stenen från sin ursprungliga plats till prästgården vid Hagby, vilket framgår av en brevväxling 1734 mellan Celsius och två andra personer. 1791 finns en notering (vid publicering av ovan nämnda brev) om att stenen numera finns i Hagby Prästgård och ”ligger horizontelt på marken, varandes skriften eller ritningen upvänd”. I Upplands runinskrifter noteras att det är märkligt att stenen forslats fram till prästgården men sedan blivit liggande, särskilt som prästgården är prebendepastorat till Uppsala universitet och många högt bildade män har besökt platsen, i alla fall sommartid. 
1824 nämner F. A. Westerling stenen i sin avhandling. Han anger att den ligger vid en brunn i prästgården men att den ursprungligen stått vid Sunnanåkvarn (nära Möjbro) omgiven av 16 andra stenar utan inskrift, och att på denna plats skulle ha varit ett domarsäte. Grunden för hans uppgift är inte känd. Att tingsplatsen för Hagunda hundare en gång låg vid Möjbro eller Sunnanå anses dock rimligt. 
1862 ”återfanns” stenen av professor Carl Säve i Uppsala. Som han skriver gick stenen inte att hitta där den omnämnts. Däremot påträffades den ”alldeles oskadad, ehuru liggande uppvänd, just framför boskapens vattningsho”. I 130 år kan alltså ristningen ha varit utsatt för nötning av klövar och skodda hästhovar.
Efter detta restes stenen åter på prästgården, den placeras under ett träd och blev med tiden rikt lavbevuxen. Den blev ofta besökt av nordister från Uppsala, men man klagade över att man inte kunde urskilja figuren. Några menade till och med att den inte finns. 1928 flyttade man så åter stenen till Möjbro där den ursprungligen hade stått.
1946 undersöktes stenen av Elias Wessén och han påpekade då att bildristningen var i så dåligt skick att man bara med gynnsam belysning kunde urskilja vissa av linjerna. 1948 flyttades stenen till Historiska museet, där den numera står.

## Bilden
Det första som slår betraktaren är att bilden är gjord i en driven tecknarstil olik de bilder som annars påträffas på våra bildstenar och runristningar. Runforskaren Otto von Friesen talar om "en med schwung tecknad häst och ryttare". Ossian Ericson skriver att bilden "har även blivit betecknad som den nordiska järnålderns märkligaste konstverk". Sven B. F. Jansson anger att bildframställningen är "utomordentligt skicklig och enastående", att "allt är fångat mitt i rörelsen" och att man kan "tycka sig skönja folkvandringstidens fruktbringande kontakt med den senromerska kulturen".
Bildens särprägel fick Mac Key att föra fram sin teori om att stenen inte alls är från 500-talet, utan gjordes av ett gäng spjuveraktiga uppsalastudenter kring den ökände Nils Rabenius i slutet av 1600-talet. Hur oseriöst detta förslag än kan låta, pekar det ändå på att bildens stildrag för många känns lite oväntade på en runsten.
Bland detaljerna lägger man särskilt märke till att hästens ben och ryttarens fötter inte är fullt uttecknade, att anatomiska former verkar vara mycket medvetna och ibland överdrivna samt att hästen med sin böjda nacke och sitt alldeles för stora, nedslagna öga verkar uttrycka närmast teatral vördnad för sin ryttare eller kanske för omgivningens ovationer.
Det är dock förrädiskt att betrakta stenen med ristningen imålad och ta målningen som en absolut sanning. Stenens yta är delvis rätt grov och de huggna linjerna så grunda så att det kan vara svårt att avgöra vad som är hugget och vad som bara är naturliga ojämnheter. Både Sveriges runinskrifter och Ossian Ericson publicerar en bild på stenen i omålat skick. Där förlorar sig skölden, händerna och mycket av hästen, men ryttarens kropp träder fram och blir nästan verklig. Ansiktet får karaktär och det groteska låret framstår istället som en naturtroget draperad kjortel. Figuren liknar nu en romersk soldat. Även denna tolkning är dock förrädisk. Ögat tar omedvetet hjälp av skuggor från vissa naturliga ojämnheter och bortser från andra. 
Skölden och de två hundlika djuren som följer ryttaren hade inte upptäckts när Otto von Friesen och många andra under 1900-talets första hälft publicerade sina tolkningar av stenen. Då hade man bara hittat ett par streck från det främre djuret och det tolkades som antydan till en slagen fiende eller bara som en upphöjning i marken. Djuren upptäcktes av Sven B. F. Jansson 1952. Till någon del tonar de ner bildens karaktär av stridsscen till förmån för hedrandet av en man som var duktig i både jakt och strid.

## Textens disposition
Texten är avsevärt tydligare än bilden. Runorna är genomgående spegelvända i förhållande till hur man brukar skriva runalfabetet. Detta är inget ovanligt, och det indikerar att läsriktningen ska vara från höger till vänster.
Nedre raden är jämn och perfekt centrerad. Övre raden är till största delen lika jämn, men de fyra vänstra tecknen bryter abrupt detta mönster. Det X-lika tecknet är mycket lägre än övriga, och de tre tecknen till vänster om detta är tätt ihopklämda och ryms med nöd och näppe på stenen. Ovanför detta tättskrivna parti står ytterligare en ensam runa. Det är runan algiR som brukar symboliseras med vårt stora R (ibland z) och som bara kan förekomma i slutet av ord. Därför kan den inte utgöra textens inledning. Med all sannolikhet är det en runa som även den hör ihop med det tättskrivna partiet längst till vänster.
Stenens disposition, såväl bild som text, verkar vara noga planerad före ristandet. Denna plan verkar dock av någon anledning ha brutit samman i textens övre vänstra hörn. De flesta anser att nedre raden ska läsas först. I så fall är det alltså textens slut som spräckt planen. Man kan undra om ristaren gjort en felbedömning av utrymmesbehovet, om han från början tänkt sig en annan stavning eller om budskapet ändrades under ristandets gång. Experternas tolkningsförsök berör ibland även denna fråga. Ossian Ericson menar till och med att R-runan med avsikt placerats ensam högst upp för att verka som en skyddssymbol.

## Textens runor
Om vi läser den undre raden först, tar fasta på att det verkar finnas ett ordmellanrum mitt på övre raden och inkluderar den ensamma R-runan i slutet, translittereras runtexten till:
frawaradaR anahaha islaginaR
Runforskarna är i stort sett överens om denna läsordning. Trots att många menar att kompositionen måste ha målats upp före inhuggningen, utgår man från att runorna huggits i läsordning och att dispositionsproblem (ensam R-runa) därför uppträder vid texthuggandets slut.
Man kan direkt konstatera att antalet a-runor i texten är mycket stort, nästan 40% av alla runor är a. Förutom a använder texten inga andra vokaler än i, trots att den 24-typiga futharken även erbjuder u ï e o.
Om man jämför med bokstavsfrekvenser på Röstenen, Järsbergsstenen och första textraden på Lindholmenamuletten (andra raden innehåller långa upprepningar av enstaka runor) som alla anses vara skrivna under 500-talet, ser man att a är den vanligaste runan i alla dessa texter (29%, 21% 26%) men att ingen av dem kommer i närheten av Möjbrostenens 38,5%. Man ser också att i är lika vanlig i alla texter men att alla utom Möjbrostenen dessutom använder andra vokaler (5%, 13%, 13%). Statistiska resonemang blir mycket osäkra för de korta texter på mellan 23 och 59 tecken vi här har att göra med. Det enda man med fog kan påstå är att antalet a är ovanligt stort på Möjbrostenen.
Mac Key tog fasta på det stora antalet a när han menade att denna runa ska uppfattas som ett skiljetecken mellan övriga bokstäver som skulle utgöra initialer på de uppsalastudenter som han föreslog hade fabricerat texten på 1600-talet. Enligt honom ska bara sista delen läsas normalt och då med betydelsen "ristade stenen". Hypotesen måste dock avfärdas, främst för att den äldre, 24-typiga futharken inte dechiffrerades förrän 1865.

## Tolkning
Inskriften frawaradaR anahaha islaginaR betraktas som ett av de klassiska runologiska problemen och har gett upphov till en lång rad mycket skiftande tolkningar.
De flesta forskare är numera överens om att frawaradaR är ett mansnamn som på fornvästnordiska borde bli Fráráðr med betydelsen "den snarrådige". Isländska frár betyder rask, snabb, livlig och radaR är nomen agentis (utförare) till urnordiska raðan som betyder råda. Frawar har ibland tolkats som Frej, fruktbarhet, vilket skulle ge namnet betydelsen "fruktbar på råd" eller "idérik".
Många forskare anser också att islaginaR innehåller urnordiska slaginaR med betydelsen slagen, träffad eller ihjälslagen. Eftersom man i runskrifter inte brukar skriva samma runa två gånger i rad, kan islaginaR mycket väl representera is slaginaR med betydelsen "är slagen".
Följden anahaha bjuder dock hårdnackat motstånd och har gett upphov till många skiftande, mer eller mindre våghalsiga gissningar. Beroende på hur denna del ska tolkas kan texten få väldigt olika mening. Är det frawaradaR som är slagen, har han slagit någon annan eller är det texten på stenen som är slagen, ristad? Någon har till och med framkastat att anahaha kan innehålla en negation (ana-) så att betydelsen blir att frawaradaR var obesegrad.
De flesta har antagit att följden bildar en sammanhängande mening där frawaradaR är subjekt och islaginar är predikat. Stycket anahaha antas vara en bestämning antingen till subjektet eller predikatet. Men raderna kan även uppfattas som fristående från varandra med var sitt budskap.

## Tolkningsförslag
Här återges en rad olika tolkningsförslag och deras upphovsmän. För att underlätta jämförelser mellan olika tolkningar återges alla på svenska, ordföljden följer ristningen, eventuella förtydliganden står inom parentes och namnet frawaradaR skrivs konsekvent som Frarad. För förståelsen har det ingen betydelse om namnet stavas Frarad, Fråråd, Fröråd, Fráráðr, Frawarad eller FrawaradaR. Detsamma gäller namnformerna Ane och Åne där de finns intolkade. Referenssiffra anges efter / för att markera att allt som står innan stöds av denna referens. /- anger att föregående avsnitt saknar referens.
"Åne högg (dessa runor för den) slagne Frarad"
ana hah ais laginia ... (George Stephens, förslag 1 före 1871)
Följden slaginaR uppfattar Stephens som slaginia. Wessén anmärker att både slaginaR och frawaradaR har nominativform medan denna tolkning kräver dativform (även adjektiv böjdes med kasus på den tiden). Att Stephens missuppfattat R-runan är en viktig orsak till denna miss. /
"Åne högg (dessa runor för den) obesegrade Frarad"
ana hah ai slaginia ... (George Stephens, förslag 2 1871)
Samma anmärkningar som ovan gäller här. /
"Ånehe, Hesle, Ginia, Frarad"
anaha haisla ginia ... (George Stephens, förslag 3 1884)
Stephens menar nu att det kan vara en uppräkning av namn på den döde och hans närmaste. / 
"Frarad den oförskräckte är ihjälslagen"
... anahaha is slaginaR (Otto von Friesen, förslag 1 1903) /
"Frarad den behjärtade är slagen (till döds)"
... anahaha is slaginaR (Oscar Montelius 1905) /
"Till minne av Haaisl inristar Frarad (detta)"
ana hahaisla inaR ... (Sophus Bugge 1905)
Här uppfattas g inte som runa utan som ett kryssformat skiljetecken. /
"Frarad ropade högt, träffad (sårad)"
... ana hahait slaginaR (Otto von Friesen, förslag 2 1908)
Tolkningen formulerades "Träffad (av ett kastat spjut, en pil e.d.) uppgav FrawaradaR högljudda rop". Hur t-runan tillkommit anges ej. v Friesen funderade över om bilden föreställer Frarad själv som är träffad och slår tillbaka, eller om det istället är hans baneman som är avbildad. Inget alternativ fann han tillfredsställande. /
Kanske valde man att avbilda Frarad från hans glans dagar snarare än vid hans snöpliga slut. /-
"Frarad (är) ensam ägare till anläggningen"
... ainaha aiha is laginaR (O F Hultman 1908)
Hultman dubblerar ett a, men läser även vissa a som ai. Wessén stämplar denna tolkning som "mer originell än övertygande". /
"Frarad, anhängaren, är ihjälslagen"
... anahaha is slaginaR (Theodor von Grienberger 1908) /
"Frarad (vilar här). Ane den enögde är fälld."
... ana haha is slaginaR (Otto von Friesen förslag 3 1912)
v Friesen påpekade att namnet Ane verkar ha varit vanligt under forntiden, inte minst bland götarna, som vid tiden för stenens uppresande utgjorde svearnas främsta fiender. Han reserverade sig dock med tiden för tolkningen av anahaha som Ane den enögde. Krause frågar sig varför huvudpersonen Frarad bara nämns med egennamn när fienden nämns med både egennamn och binamn, och varför inte en aktiv form som "Frarad fällde Ane" användes. /
Om det fanns mer än en Ane, kan ett binamn ha varit nödvändigt för att klargöra situationen, speciellt om en förväxling hade förringat Frarads prestation. Att den aktiva formen "Frarad fällde Ane" inte användes vore motiverad om Ane dödade Frarad, vars fränder därefter lyckades döda Ane. /-
Marstrander menar 1952 att denna uppdelning i två meningar snarare borde leda till tolkningen att Frarad skrev runorna eller satte stenen än att han "vilar här". Han ogillar formen "NN är dräpt", eftersom man också väntar sig något om när, var eller hur dråpet skedde. /
"Frarad på Hage (Hagby) är dödad"
... ana hagha is slaginaR (Erik Brate 1915)
Hage kan vara en äldre namnform för Hagby, den socken där Möjbro ligger och ursprunget till namnet Hagunda härad. Brate menar att tydningssvårigheterna beror på vår begränsade kunskap om runornas ljudvärden. Hans tolkning bygger på att h ibland även kan läsas gh, vilket kan ge ana hagha, men medger att antagandet inte är invändningsfritt. /
År 1928 skriver Brate Haga istället för Hage. /
"Frarad på hälen är slagen (sårad eller dräpt bakifrån, från bakhåll)"
... ana haha is slaginaR (Magnus Olsen 1917)
Olsen kan inte hitta uttrycket "slagen på hälen" någon annanstans. Krause och Wessén anmärker att ett sådant uttryck är malplacerat i en kort gravinskrift. /
"Frarad, på Hag (Hagby) ihjälslagen"
... ana hahai slaginaR (Hugo Pipping 1922)
Hag ska vara en variant av Hage, alltså Hagby, se Brate 1915 ovan. /
"Frarad på hästen (är) slagen"
... ana hahai slaginaR (Wolfgang Krause 1933)
Originaltolkningen lyder "Frarad auf dem Renner erschlagen". Wessén menar att även om tolkningen är formellt korrekt, är det onaturligt att förtydliga det självklara att Frarad, han som sitter här på hästen på bilden, är ihjälslagen. /
Något mindre onaturligt kan det bli om budskapet uppfattas som "Frarad blev slagen (när han satt) till häst". /-
Krause reserverar sig senare för partiet "på hästen". Elmevik anser att denna tolkning har betydande formella brister. /
"Frarad (har) utan vapen blivit slagen"
... ana haha is slaginaR (Erik Harding 1939)
Haha skulle betyda stång, vilket kunde bli tvekampsstång eller vapen. Wessén anmärker att denna tolkning helt och hållet svävar i luften. /
"Frarad av Hár är dräpt"
... ana haha is slaginaR (Carl Marstrander 1946)
En person med namnet Hár är alltså banemannen. Egentligen borde Hár ha dativform hahe, men Marstrander menar att det även förekommer ackusativ i denna situation. /
"Frarad, den oförliknelige, har stupat"
... ainahaha is slaginaR (Ossian Ericson 1954)
Ericson utgår från att anahaha kan läsas ainaha med betydelsen den enastående eller oförliknelige och att ha upprepats för att förstärka adjektivet och samtidigt uppnå det magiska antalet 16 skrivna runor på den övre raden. /
"Frarad, den främste av alla, är (ihjäl)slagen"
... ainahaha is slaginaR (Lennart Elmevik 1978)
Elmevik tänker sig att anahaha kan läsas som ainahaha. Han menar dock att budskap av typen "NN är dräpt" utan att när, var eller hur anges, är otillfredsställande. Därför prövar han nya tolkningsmöjligheter för slaginaR. /
"Frarad, den främste av alla, är försåtligt dräpt" eller 

"Frarad, den främste av alla, är stridsglad"
... ainahaha is laikinaR (Lennart Elmevik 1978)
Elmevik utgår nu ifrån att a-runan på två ställen kan läsas som ai och att g-runan egentligen är ett k som ristats först felvänd och därefter rättvänd, vilket tillsammans ser ut som g-runan. Ett sådant misstag skulle förklara varför R inte fick plats på raden som planerat. Man får anta att den felaktiga runan inte fylldes i med färg. Ordet laikinaR har flera betydelser. En är bedragen, vilseledd, sviken, vilket kan uppfattas som försåtligt dräpt eller dödad genom trolldom. En annan är stridsglad, hågad för vapenlek, en tredje är duktig, erfaren, rutinerad. Här har betydelserna försåtligt dräpt och stridsglad utnyttjats till två olika tolkningar. Elmevik medger att "stridsglad" ger ett ovanligt budskap, men en hyllning till en aktad person som dog en helt normal död passar mycket bra till bilden. /